# Copa de Oro de la Concacaf 1998
La Copa de Oro de la Concacaf 1998 fue la decimocuarta edición del máximo torneo de selecciones organizada por Concacaf en los Estados Unidos como sede, realizándose del 1 al 15 de febrero de 1998. 
Para esta ocasión se aumentó a 10 los equipos participantes (9 de la confederación y Brasil como invitado), destacándose el retiro de la selección canadiense del torneo, siendo reemplazada por Jamaica, dándole la Concacaf una oportunidad de preparación para la Copa Mundial de Fútbol de 1998 a pesar de que no pudieron calificar por medio de la Copa del Caribe de 1996 o 1997.
La final tuvo al clásico norteamericano en el Memorial Coliseum de Los Ángeles, donde  México se impuso a Estados Unidos por 1-0, consiguiendo su tercer título consecutivo.

## Sede
El torneo se desarrolló nuevamente en los Estados Unidos, esta vez extendiéndose hasta la ciudad de Miami en el estado de Florida.

### Estadios
| Los Ángeles                   | Miami             | Oakland           |
| ----------------------------- | ----------------- | ----------------- |
| California                    | Florida           | California        |
| Los Angeles Memorial Coliseum | Miami Orange Bowl | Oakland Coliseum  |
| Capacidad: 93 607             | Capacidad: 74 476 | Capacidad: 63 026 |
|                               |                   |                   |
| Los Ángeles Oakland Miami     |                   |                   |

## Árbitros
Para esta edición, también se contó con la presencia de 4 árbitros centrales provenientes de otras confederaciones: CONMEBOL, CAF y AFC. En total se confirmaron 9 árbitros centrales y 8 árbitros asistentes.
| Centrales - Esfandiar Baharmast - Arturo Brizio Carter - Peter Prendergast - Rodrigo Badilla - Ramesh Ramdhan - Ali Mohammed Bujsaim - Mohammed Nazri Abdullah - Wilson Mendoça - Mourad Daami | Asistentes - John Nielsen - Luis Torres Zúñiga - Alfonso Alcalá Pineda - Reynaldo Salinas Rostrán - Merere Loius Gonzáles - Owen Powell - Vladimir Fernández Alfaro - Edgar González |

## Formato de competición
El torneo se desarrolla dividido en cuatro etapas: fase de grupos, semifinales, partido por el tercer lugar y final.
En la fase de grupos los diez equipos participantes se dividen en 1 grupo de 4 equipos y 2 grupos de 3 equipos, cada equipo juega una vez contra sus rivales de grupo con un sistema de todos contra todos, los equipos son clasificados en los grupos según los puntos obtenidos en todos sus partidos jugados los cuales son otorgados de la siguiente manera:
- 3 puntos por partido ganado.
- 1 punto por partido empatado.
- 0 puntos por partido perdido.

Clasifican a las semifinales el ganador de cada grupo y el segundo lugar del grupo de 4 equipos. Si al término de la fase de grupos dos o más equipos terminan empatados en puntos se aplican los siguientes criterios de desempate:
- La diferencia de goles en los partidos del grupo.
- La mayor cantidad de puntos obtenidos en los partidos entre los equipos en cuestión.
- Sorteo por parte del Comité de la Copa Oro.

En las semifinales los 4 equipos clasificados a esta instancia forman 2 series de dos equipos, los perdedores de las semifinales juegan el partido por el tercer lugar y los ganadores disputan la final del torneo. Los enfrentamientos de semifinales se determinaron de la siguiente manera:
| Semifinales - Ganador Grupo C - Segundo Grupo A (Finalista 1) - Ganador Grupo B - Ganador Grupo A (Finalista 2) |

Las semifinales y final se juegan con un sistema de eliminación directa, si algún partido de estas fases termina empatado luego de los noventa minutos de tiempo de juego reglamentario se procede a jugar un tiempo extra consistente en dos periodos de 15 minutos, si la igualdad persiste se define al ganador mediante tiros desde el punto penal.

## Clasificación
Las tres selecciones pertenecientes a la Unión Norteamericana de Fútbol (NAFU), Canadá, Estados Unidos y México clasificaron automáticamente, aunque posteriormente Canadá renunciaría a participar en la copa, siendo reemplazado por Jamaica. A estos se le suman la invitada del torneo Brasil (proveniente de la CONMEBOL) y las selecciones pertenecientes a la Unión Centroamericana de Fútbol (UNCAF) y a la Unión Caribeña de Fútbol (CFU) que disputaron torneos clasificatorios que fueron a su vez los torneos regionales de ambos organismos subordinados de la Concacaf, la repartición de los 6 cupos en cuestión fue la siguiente:
- Centroamérica: 4
- Caribe: 2

La Copa Uncaf 1997 se llevó a cabo en Guatemala del 16 al 27 de abril de 1997 y en ella participaron 6 selecciones, después que Belice saliera eliminada en un partido preliminar contra Panamá. Los 2 primeros lugares de cada grupo de esta competencia consiguieron su clasificación al torneo, siendo Costa Rica, Guatemala, El Salvador y Honduras los clasificados.
De la zona del Caribe, Trinidad y Tobago salió campeón en ambas ediciones de 1996 (anfitrión de esta edición) y 1997, por lo tanto los subcampeones de cada edición jugarían un repechaje para definir el último boleto a la Copa de Oro. Trinidad y Tobago fue la sede:

### Repechaje
| 4 de octubre de 1997 | Cuba | 2:0 | San Cristóbal y Nieves | Estadio Hasely Crawford, Puerto España |  |

| Cuba |

## Equipos participantes
Las selecciones de  Estados Unidos y México tuvieron asegurada su clasificación. 
- En cursiva los equipos invitados del torneo.

| Clasificatorias | Clasificatorias | Clasificatorias | Clasificatorias | Clasificatorias | Clasificatorias |
| --------------- | --------------- | --------------- | --------------- | --------------- | --------------- |
|                 | UNCAF           |                 |                 | CFU             |                 |

| Equipos participantes | Equipos participantes | Equipos participantes | Equipos participantes | Equipos participantes |
| --------------------- | --------------------- | --------------------- | --------------------- | --------------------- |
| Brasil                | Costa Rica            | Cuba                  | El Salvador           | Estados Unidos        |
| Guatemala             | Honduras              | Jamaica               | México                | Trinidad y Tobago     |

### Sorteo
| Bombo 1 | Bombo 2                        | Bombo 3                                   |
| --- | ------------------------------ | ----------------------------------------- |
| Brasil (invitado, asignado al Gpo. A) México (asignado al Gpo. B) Estados Unidos (anfitrión, asignado al Gpo. C) | Jamaica Trinidad y Tobago Cuba | Costa Rica El Salvador Guatemala Honduras |

## Resultados

### Primera fase

#### Grupo A
| Equipo      | Pts | PJ | PG | PE | PP | GF | GC | +/- |
| ----------- | --- | -- | -- | -- | -- | -- | -- | --- |
| Jamaica     | 7   | 3  | 2  | 1  | 0  | 5  | 2  | 3   |
| Brasil      | 5   | 3  | 1  | 2  | 0  | 5  | 1  | 4   |
| Guatemala   | 2   | 3  | 0  | 2  | 1  | 3  | 4  | -1  |
| El Salvador | 1   | 3  | 0  | 1  | 2  | 0  | 6  | -6  |

| 1 de febrero de 1998 | El Salvador | 0:0     | Guatemala | Memorial Coliseum, Los Ángeles                          |                                                         |
|                      |             | Reporte |           | Asistencia: 26 391 espectadores Árbitro(s): Ali Bujsaim | Asistencia: 26 391 espectadores Árbitro(s): Ali Bujsaim |

| 3 de febrero de 1998 | Brasil | 0:0     | Jamaica | Orange Bowl, Miami                                              |                                                                 |
|                      |        | Reporte |         | Asistencia: 43 754 espectadores Árbitro(s): Esfandiar Baharmast | Asistencia: 43 754 espectadores Árbitro(s): Esfandiar Baharmast |

| 5 de febrero de 1998 | Brasil      | 1:1 (0:0) | Guatemala | Orange Bowl, Miami                                         |                                                            |
|                      | Romário 79' | Reporte   | Plata 90' | Asistencia: 17 842 espectadores Árbitro(s): Ramesh Ramdhan | Asistencia: 17 842 espectadores Árbitro(s): Ramesh Ramdhan |

| 8 de febrero de 1998 | El Salvador | 0:4 (0:2) | Brasil                                   | Memorial Coliseum, Los Ángeles                              |                                                             |
|                      |             | Reporte   | Edmundo 7' · Romário 19' · Élber 87' 90' | Asistencia: 55 017 espectadores Árbitro(s): Rodrigo Badilla | Asistencia: 55 017 espectadores Árbitro(s): Rodrigo Badilla |

| 8 de febrero de 1998 | Guatemala                | 2:3 (1:1) | Jamaica                     | Memorial Coliseum, Los Ángeles                            |                                                           |
|                      | Plata 16' · Westphal 84' | Reporte   | Hall 14' 67' · Williams 65' | Asistencia: 55 017 espectadores Árbitro(s): Arturo Brizio | Asistencia: 55 017 espectadores Árbitro(s): Arturo Brizio |

| 9 de febrero de 1998 | Jamaica                 | 2:0 (1:0) | El Salvador | Memorial Coliseum, Los Ángeles                             |                                                            |
|                      | Gayle 41' · Simpson 62' | Reporte   |             | Asistencia: 26 391 espectadores Árbitro(s): Mohammed Nazri | Asistencia: 26 391 espectadores Árbitro(s): Mohammed Nazri |

#### Grupo B
| Equipo            | Pts | PJ | PG | PE | PP | GF | GC | Dif |
| ----------------- | --- | -- | -- | -- | -- | -- | -- | --- |
| México            | 6   | 2  | 2  | 0  | 0  | 6  | 2  | 4   |
| Trinidad y Tobago | 3   | 2  | 1  | 0  | 1  | 5  | 5  | 0   |
| Honduras          | 0   | 2  | 0  | 0  | 2  | 1  | 5  | -4  |

| 1 de febrero de 1998 | Honduras  | 1:3 (0:2) | Trinidad y Tobago        | Oakland Coliseum, Oakland                                     |                                                               |
|                      | Pavón 66' | Reporte   | Nixon 35' · John 39' 70' | Asistencia: 11 234 espectadores Árbitro(s): Peter Prendergast | Asistencia: 11 234 espectadores Árbitro(s): Peter Prendergast |

| 4 de febrero de 1998 | México                                         | 4:2 (1:0) | Trinidad y Tobago        | Oakland Coliseum, Oakland                           |                                                     |
|                      | Ramírez 37' · Hernández 63' 82' · Palencia 65' | Reporte   | Marcelle 59' · Nixon 75' | Asistencia: 17 256 espectadores Árbitro(s): Mendoça | Asistencia: 17 256 espectadores Árbitro(s): Mendoça |

| 7 de febrero de 1998 | México         | 2:0 (1:0) | Honduras | Oakland Coliseum, Oakland                                       |                                                                 |
|                      | Blanco 22' 86' | Reporte   |          | Asistencia: 36 240 espectadores Árbitro(s): Esfandiar Baharmast | Asistencia: 36 240 espectadores Árbitro(s): Esfandiar Baharmast |

#### Grupo C
| Equipo         | Pts | PJ | PG | PE | PP | GF | GC | Dif |
| -------------- | --- | -- | -- | -- | -- | -- | -- | --- |
| Estados Unidos | 6   | 2  | 2  | 0  | 0  | 5  | 1  | 4   |
| Costa Rica     | 3   | 2  | 1  | 0  | 1  | 8  | 4  | 4   |
| Cuba           | 0   | 2  | 0  | 0  | 2  | 2  | 10 | -8  |

| 1 de febrero de 1998 | Estados Unidos                               | 3:0 (0:0) | Cuba | Oakland Coliseum, Oakland                                |                                                          |
|                      | Wegerle 55' · Wynalda 58' · Moore 76' (pen.) | Reporte   |      | Asistencia: 11 234 espectadores Árbitro(s): Mourad Daami | Asistencia: 11 234 espectadores Árbitro(s): Mourad Daami |

| 4 de febrero de 1998 | Costa Rica                                                            | 7:2 (5:0) | Cuba                      | Oakland Coliseum, Oakland                                 |                                                           |
|                      | Berry 3' · Wanchope 21' 32' 64' 78' · W. López 29' (pen.) · Myers 44' | Reporte   | Martén 50' · Sebrango 90' | Asistencia: 17 256 espectadores Árbitro(s): Arturo Brizio | Asistencia: 17 256 espectadores Árbitro(s): Arturo Brizio |

| 7 de febrero de 1998 | Estados Unidos      | 2:1 (1:0) | Costa Rica | Oakland Coliseum, Oakland                                  |                                                            |
|                      | Pope 7' · Preki 78' | Reporte   | Oviedo 56' | Asistencia: 36 240 espectadores Árbitro(s): Mohammed Nazri | Asistencia: 36 240 espectadores Árbitro(s): Mohammed Nazri |

### Segunda fase
|  | Semifinales                | Semifinales                |   |                            | Final                      | Final |  |
|  |                            |                            |   |                            |                            |       |  |
|  |                            |                            |   |                            |                            |       |  |
|  | Los Ángeles, 10 de febrero |                            |   |                            |                            |       |  |
|  | Estados Unidos             | 1                          |   |                            |                            |       |  |
|  | Brasil                     | 0                          |   |                            |                            |       |  |
|  |                            |                            |   |                            |                            |       |  |
|  |                            |                            |   |                            | Los Ángeles, 15 de febrero |       |  |
|  |                            |                            |   |                            | Estados Unidos             | 0     |  |
|  |                            | México                     | 1 |                            |                            |       |  |
|  |                            |                            |   |                            |                            |       |  |
|  |                            |                            |   |                            |                            |       |  |
|  |                            |                            |   |                            | Tercer lugar               |       |  |
|  | Los Ángeles, 12 de febrero | Los Ángeles, 12 de febrero |   | Los Ángeles, 15 de febrero | Los Ángeles, 15 de febrero |       |  |
|  | México                     | 1                          |   | Brasil                     | 1                          |       |  |
|  | Jamaica                    | 0                          |   |                            | Jamaica                    | 0     |  |

#### Semifinales
| 10 de febrero de 1998 | Estados Unidos | 1:0 (0:0) | Brasil | Memorial Coliseum, Los Ángeles                          |                                                         |
|                       | Preki 65'      | Reporte   |        | Asistencia: 12 298 espectadores Árbitro(s): Ali Bujsaim | Asistencia: 12 298 espectadores Árbitro(s): Ali Bujsaim |

| 12 de febrero de 1998 | México         | 1:0 (t. s.) | Jamaica | Memorial Coliseum, Los Ángeles                              |                                                             |
|                       | Hernández 105' | Reporte     |         | Asistencia: 45 507 espectadores Árbitro(s): Rodrigo Badilla | Asistencia: 45 507 espectadores Árbitro(s): Rodrigo Badilla |

#### Tercer lugar
| 15 de febrero de 1998 | Brasil      | 1:0 (0:0) | Jamaica | Memorial Coliseum, Los Ángeles                          |                                                         |
|                       | Romário 77' | Reporte   |         | Asistencia: 91 255 espectadores Árbitro(s): Ali Bujsaim | Asistencia: 91 255 espectadores Árbitro(s): Ali Bujsaim |

#### Final
| 15 de febrero de 1998 | Estados Unidos | 0:1 (0:1) | México        | Memorial Coliseum, Los Ángeles                             |                                                            |
|                       |                | Reporte   | Hernández 43' | Asistencia: 91 255 espectadores Árbitro(s): Ramesh Ramdhan | Asistencia: 91 255 espectadores Árbitro(s): Ramesh Ramdhan |

|                             |
| Bandera de México           |
| Campeón México Sexto título |

## Estadísticas

### Tabla de rendimiento
| Equipo | Equipo            | Pts | PJ | PG | PE | PP | GF | GC | Dif | Rend  |
| ------ | ----------------- | --- | -- | -- | -- | -- | -- | -- | --- | ----- |
| 1      | México            | 12  | 4  | 4  | 0  | 0  | 8  | 2  | 6   | 100%  |
| 2      | Estados Unidos    | 9   | 4  | 3  | 0  | 1  | 6  | 2  | 4   | 75%   |
| 3      | Brasil            | 8   | 5  | 2  | 2  | 1  | 6  | 2  | 4   | 53.3% |
| 4      | Jamaica           | 7   | 5  | 2  | 1  | 2  | 5  | 4  | 1   | 46.6% |
| 5      | Costa Rica        | 3   | 2  | 1  | 0  | 1  | 8  | 4  | 4   | 50%   |
| 6      | Trinidad y Tobago | 3   | 2  | 1  | 0  | 1  | 5  | 5  | 0   | 50%   |
| 7      | Guatemala         | 2   | 3  | 0  | 2  | 1  | 3  | 4  | -1  | 22.2% |
| 8      | El Salvador       | 1   | 3  | 0  | 1  | 2  | 0  | 6  | -6  | 11.1% |
| 9      | Honduras          | 0   | 2  | 0  | 0  | 2  | 1  | 5  | -4  | 0%    |
| 10     | Cuba              | 0   | 2  | 0  | 0  | 2  | 2  | 10 | -8  | 0%    |

## Premios y reconocimientos

### Goleadores
| Jugador           | Selección         | Goles |
| ----------------- | ----------------- | ----- |
| Paulo Wanchope    | Costa Rica        | 4     |
| Luis Hernández    | México            | 4     |
| Romário           | Brasil            | 3     |
| Giovane Élber     | Brasil            | 2     |
| Juan Carlos Plata | Guatemala         | 2     |
| Paul Hall         | Jamaica           | 2     |
| Cuauhtémoc Blanco | México            | 2     |
| Stern John        | Trinidad y Tobago | 2     |
| Jerren Nixon      | Trinidad y Tobago | 2     |
| Preki             | Estados Unidos    | 2     |

### Jugador y equipo ideal del torneo
Se eligió al equipo ideal del torneo formado por once integrantes. El jugador del torneo fue el guardameta estadounidense Kasey Keller, sin embargo sorpresivamente no ingresó en el equipo ideal. 
| Porteros    | Defensas                           | Centrocampistas                                 | Delanteros                     |
| ----------- | ---------------------------------- | ----------------------------------------------- | ------------------------------ |
| Óscar Pérez | Eddie Pope Claudio Suárez Ze María | Ramón Ramírez Preki Paul Hall Cuauhtémoc Blanco | Edmundo Romário Paulo Wanchope |